# Frank Wismayer
Francis Joseph Wismayer, detto Frank (18 marzo 1913 – St. Julian's, 4 maggio 2003), è stato un pallanuotista maltese che ha partecipato ai Giochi di Berlino 1936.